# Caerostris corticosa
Caerostris corticosa là một loài nhện trong họ Araneidae.
Loài này thuộc chi Caerostris. Caerostris corticosa được Mary Agard Pocock miêu tả năm 1902.